# Liste der Biografien/Lei
Liste der Biografien |
Portal Biografien |
Personensuche
# |
A |
B |
C |
D |
E |
F |
G |
H |
I |
J |
K |
L |
M |
N |
O |
P |
Q |
R |
S |
T |
U |
V |
W |
X |
Y |
Z |
?
 
La |
Lb |
Lc |
Le |
Lg |
Lh |
Li |
Lj |
Ll |
Lm |
Lo |
Lp |
Lt |
Lu |
Lv |
Lw |
Lx |
Ly |
Lz
 
Lea |
Leb |
Lec |
Led |
Lee |
Lef |
Leg |
Leh |
Lei |
Lej |
Lek |
Lel |
Lem |
Len |
Leo |
Lep |
Leq |
Ler |
Les |
Let |
Leu |
Lev |
Lew |
Lex |
Ley |
Lez
 
Leia |
Leib |
Leic |
Leid |
Leie |
Leif |
Leig |
Leih |
Leij |
Leik |
Leil |
Leim |
Lein |
Leip |
Leir |
Leis |
Leit |
Leiu |
Leiv |
Leiw |
Leix |
Leiz
Die Liste der Biografien führt alle Personen auf, die in der deutschsprachigen Wikipedia einen Artikel haben. Dieses ist eine Teilliste mit 17 Einträgen von Personen, deren Namen mit den Buchstaben „Lei“ beginnt.

## Lei
- Lei Jun (* 1969), chinesischer Unternehmer und MilliardärLei Jun (* 1969)

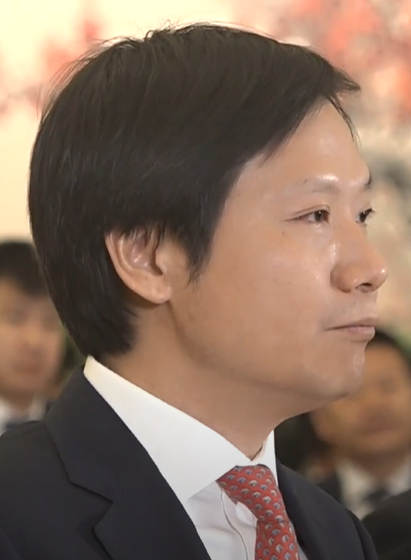
Lei Jun (* 1969)

- Lei Peifan (* 2003), chinesischer Snookerspieler
- Lei Shiyin, Paul (* 1963), chinesischer Geistlicher, römisch-katholischer Bischof von Leshan
- Lei, Chien-ying (* 1990), taiwanische Bogenschützin
- Lei, Feng (1940–1962), chinesischer Soldat der chinesischen Volksbefreiungsarmee; wurde als Modellarbeiter propagiert
- Lei, Fumin (* 1965), chinesischer Ornithologe
- Lei, Hermann (1910–2006), Schweizer Lehrer und Lokalhistoriker
- Lei, Hermann (* 1937), Schweizer Historiker, Seminarlehrer und Politiker
- Lei, Hermann (* 1972), Schweizer Rechtsanwalt und Politiker
- Lei, José (1930–2023), Sportschütze aus Hongkong
- Lei, Kaylani (* 1980), US-amerikanische Stripperin und Pornodarstellerin
- Lei, Lydia (* 1952), US-amerikanische Schauspielerin
- Lei, Marit van der (* 1994), niederländische Jazz- und Improvisationsmusikerin (Gesang, Komposition)
- Lei, Sheng (* 1984), chinesischer Florettfechter und Olympiasieger
- Lei, Tingjie (* 1997), chinesische Schach-Großmeisterin
- Lei, Wang Kei Peter (1922–1974), chinesischer Geistlicher
- Lei, Zhen (1897–1979), chinesischer Publizist und Politiker